# Bogdan Vodă, Bacău
Bogdan Vodă este un sat în comuna Săucești din județul Bacău, Moldova, România. La recensământul din 2002 avea o populație de 405 locuitori. Localitatea este traversată de DN2, parte a E85 ce leagă capitala de hotarul ucrainean din nord.